# Jean-Paul Beugnot
Jean-Paul Beugnot (ur. 25 czerwca 1931 w Schiltigheim, zm. 7 lutego 2001 w Montpellier) – francuski koszykarz, występujący na pozycji silnego skrzydłowego.

## Kariera klubowa
Beugnot rozpoczął karierę w klubie Sportif les Pierrots Strasbourg, skąd trafił do Bar-le-Duc. Następnie grał w Étoile de Mézières. Następnie grał w Étoile de Charleville-Mézières, a karierę zakończył w ESPE Basket Châlons-en-Champagne. Dwukrotnie zdobył mistrzostwo (1958, 1960) i puchar Francji (1958, 1959).

## Kariera reprezentacyjna
W reprezentacji Francji zadebiutował 8 września 1951 w Belgradzie z Jugosławią. Ostatni mecz w kadrze rozegrał 8 maja 1961 w tym samym mieście, a rywalem była Bułgaria. Łącznie wystąpił w 98 meczach reprezentacyjnych, zdobywając w nich 1072 punkty. Wraz z kadrą trzykrotnie wystartował na igrzyskach olimpijskich: w 1952 wystąpił w 8 meczach i zdobył 69 punktów, a reprezentacja zajęła 8. miejsce, w 1956 rozegrał 8 spotkań i zdobył 87 punktów, a kadra uplasowała się na 4. pozycji, z kolei w 1960 w 8 pojedynkach uzyskał 110 punktów, a reprezentacja zakończyła rywalizację na 10. miejscu. Jest jednym z dwóch francuskich koszykarzy (obok Roberta Monclara), którzy trzykrotnie uczestniczyli w igrzyskach olimpijskich. Wziął także udział na mistrzostwach świata w 1954, na których w 8 meczach zdobył 96 punktów, a Francja zajęła 4. miejsce. Wystąpił również na mistrzostwach Europy w 1955 i 1961. W Budapeszcie zdobył 95 punktów w 9 meczach, a Francja zakończyła rywalizację na 9. pozycji, natomiast w Belgradzie w 8 spotkaniach uzyskał 61 punktów, a Francja zajęła 4. miejsce.

## Losy po zakończeniu kariery
W latach 1976–1985 pełnił funkcję dyrektora francuskiej federacji koszykarskiej, a w latach 1988-1992 był jej wicedyrektorem. Zmarł 7 lutego 2001 w Montpellier.

## Życie prywatne
Jego synowie, Éric i Gregor również byli koszykarzami. Miał też syna Terry’ego.

## Upamiętnienie
W 2004 został wpisany do Académie du basket-ball français, a w 2013 do Galerii Sław francuskiego sportu (Gloire du sport). Ponadto w Mauguio i Bar-le-Duc znajdują się hale sportowe nazwane jego imieniem, a w Charleville-Mézières jedna z ulic została nazwana na cześć Beugnota.